# Venustus
Venustus – rodzaj chrząszczy z rodziny kózkowatych i podrodziny zgrzypikowych.

## Zasięg występowania
Przedstawiciele tego rodzaju występują w Ameryce Środkowej i Południowej od Hondurasu po Boliwię.

## Systematyka
Do Venustus należą 2 gatunki:
- Venustus analogus,
- Venustus zeteki.